# Burg Eberbach

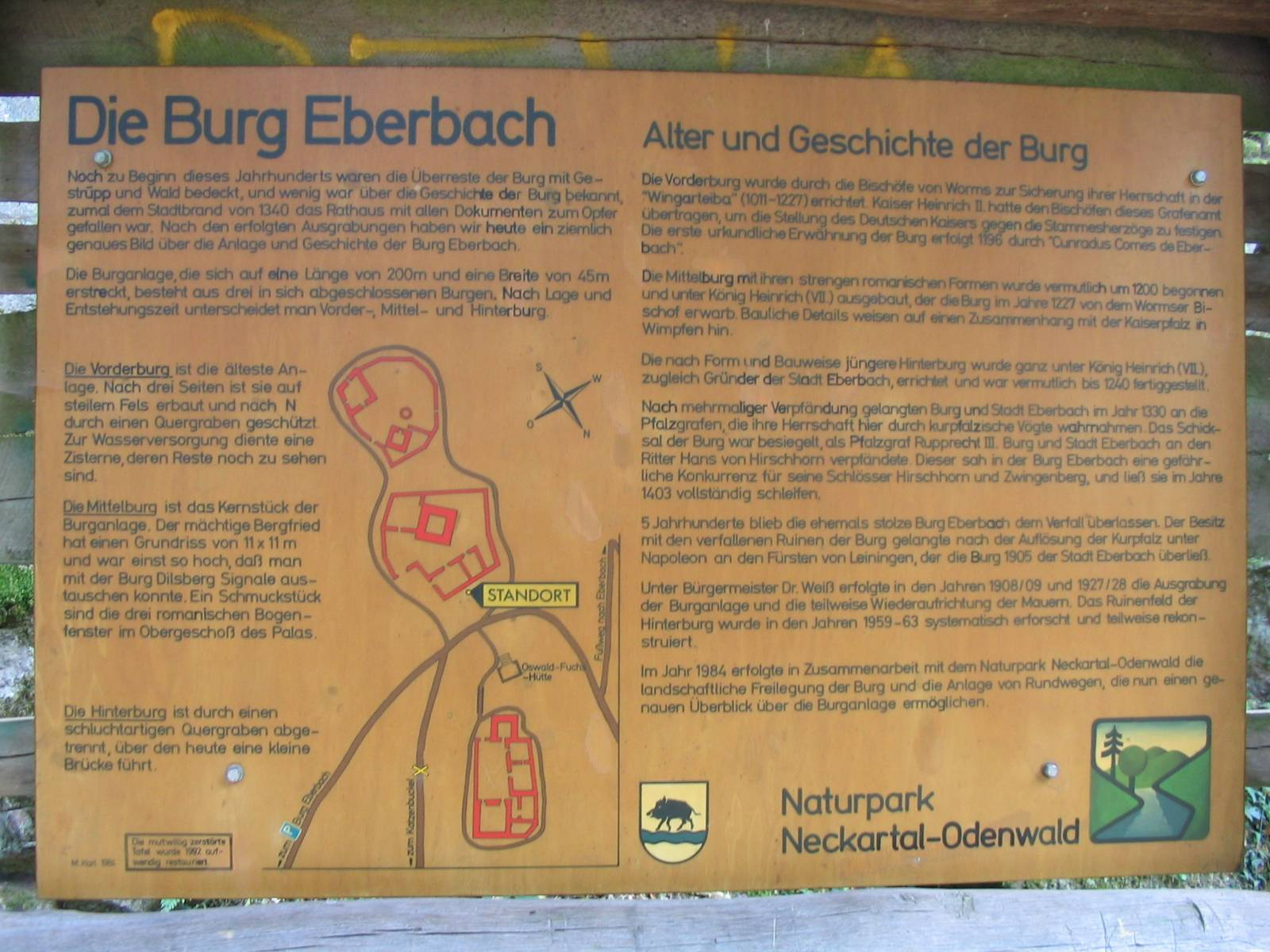
Schautafel bei der Burg Eberbach

Die Burg Eberbach ist die komplexe Ruinenanlage dreier Spornburgen oberhalb der Stadt Eberbach, ca. 30 km östlich von Heidelberg, im Rhein-Neckar-Kreis in Baden-Württemberg. Die Burg Eberbach besteht aus drei separaten Burgen, so dass man korrekterweise eigentlich von den Burgen Eberbach sprechen müsste.

## Lage
Die Burgen liegen auf einem Bergvorsprung am Ausgang des Ittertals in das Neckartal, etwa 160 m über dem Neckar. Der Burghälde ist ein Bergsporn, der mit der Spitze nach Süden weist und ein peripherer Ausläufer des Massivs des Katzenbuckels ist.
Zu erreichen ist die Burg Eberbach von einem Waldparkplatz an der L524 (Neue Dielbacher Straße, 20 Minuten Fußweg) oder über einen Wanderweg (HW 34 des Odenwaldklubs, 45 Minuten) von der Stadtmitte Eberbachs aus.

## Geschichte
Die Zeit der Burggründung lässt sich aufgrund des Fehlens sicherer schriftlicher Quellen nur durch archäologische Befunde, architektonische Beurteilungen und die historischen Hintergründe erschließen. Als Ursprünge der drei Burgen werden in der jüngeren Forschung für die Vorderburg das letzte Viertel des 12. Jahrhunderts, für die Mittelburg die Zeit um 1200 oder kurz danach und für die Hinterburg das zweite Viertel des 13. Jahrhunderts angenommen. Nach Knauer (2013) wurde die Vorderburg in der ersten Hälfte des 12. Jahrhunderts und die Mittelburg unter Einbeziehung der Vorderburg im letzten Drittel des 12. Jahrhunderts errichtet.
Für das Jahr 1196 wird ein Graf Konrad von Eberbach (vermutlich identisch mit Graf Konrad von Lauffen), ein Dienstmann des Bischofs von Worms, urkundlich erwähnt. Er begann wohl im letzten Drittel des 12. Jahrhunderts mit dem Bau eines Burgkomplexes an der Stelle der späteren Vorder- und Mittelburg als neuem Stammsitz für das westliche Lauffener Territorium. Aufgrund seines mutmaßlich frühen Todes blieb die Anlage jedoch unvollendet.
Im Jahr 1227 erwarb König Heinrich (VII.) die Burg Eberbach vom Wormser Bischof Heinrich II. Nach dem Aussterben der Grafen von Lauffen 1216–1219 wurden die Vorder- und die Mittelburg in einfacherer Bauweise voneinander getrennt, möglicherweise aufgrund einer Konkurrenzsituation zwischen verschiedenen Rechtsnachfolgern der Lauffener. Später scheinen die Burgen noch bis zum Jahr 1330 in Reichsbesitz verblieben zu sein, um dann in diesem Jahr an die Pfalzgrafen verpfändet zu werden, die sie in der Folgezeit als Vogtei der Kurpfalz nutzten.
Nach der Verpfändung der Stadt und der Burgen durch Ruprecht III. von der Pfalz im Jahre 1402 an die Herren von Handschuhsheim und Hirschhorn sowie der Freigabe zur Schleifung 1403 wurde die Anlage bereits im 15. Jahrhundert dem Verfall überlassen. Die Ruine wurde nach und nach abgetragen und ihre Steine für Bauvorhaben in Eberbach und besonders zur Errichtung von Wildmauern (zum Schutz der waldrandnahen Äcker) verwendet.
Die verbliebenen Reste der Vorder- und der Mittelburg wurden in zwei Grabungskampagnen 1908/09 und 1927/28 freigelegt. Einige Bauteile wurden in diesem Zusammenhang wieder rekonstruiert. Eine systematische wissenschaftliche Erforschung und Teilrekonstruktion der Hinterburg erfolgte erst in den Jahren 1959–1963.
Heute ist die Burg ein beliebtes (nicht bewirtschaftetes) Ausflugsziel in waldreicher Umgebung mit imposantem Blick über die Stadt Eberbach und das Neckartal.

## Anlage
Die heute nur noch als Ruine erhaltene Burgengruppe besteht aus Vorder-, Mittel- und Hinterburg. Der Zusammenhang zwischen den einzelnen Burgen der Anlage ist bis heute ungeklärt. Aufgrund der schwachen Quellenlage könnten hier wohl nur weitere archäologische Ausgrabungen Gewissheit bringen. Es gibt jedenfalls keinerlei bauliche Verbindungen zwischen den drei Burgen. Im Gegenteil: die gesamte Anlage weist bauliche Eigenarten auf, die dafür sprechen, dass die einzelnen Komponenten möglicherweise trotz räumlicher Enge bewusst gegeneinander abgegrenzt wurden (vgl. Drei Exen in Elsass).

### Vorderburg
Die Vorderburg ist der älteste Teil der Burganlage. Sie liegt ganz im Süden auf einem Sporn des nach drei Seiten steil abfallenden Geländes, ungefähr 320 m ü. NN. Die Ummauerung der Vorderburg bildet ein unregelmäßiges Vieleck. Im Südosten stehen die Reste eines Wohnturmes mit Ecken aus Buckelquadern. Ein rundbogiger Eingang führt in den ebenerdigen Raum, der vermutlich als Stallung diente. Über einen zweiten, hochgelegenen und ebenfalls mit einem Rundbogen versehenen Eingang gelangt man in die wehrhafte Turmwohnung. An den Wohnturm angebaut finden sich die Mauerreste einer Scheuer. Vor der Scheuer diente eine 3,5 m tiefe Zisterne zum Auffangen von Regenwasser. Einen Burgbrunnen gab es wahrscheinlich nicht. Der Turm in der Nordostecke der Vorderburg liegt nahe dem östlichen Haupttor.
Nach Knauer (2013) wurde die Vorderburg während einer ersten Bauphase in der ersten Hälfte des 12. Jahrhunderts mit Wohnturm und kleinem Bergfried erbaut. Ein Brand zerstörte die Anlage später. Der Wiederaufbau erfolgte im letzten Drittel des 12. Jahrhunderts mit 1,70 Meter starken, aufwändigem Mauerwerk.

### Mittelburg
Die Mittelburg schließt unmittelbar an die Vorburg an und ist von dieser nur durch einen Halsgraben getrennt. Sie liegt etwas tiefer als die Vorderburg und hat ebenfalls einen unregelmäßigen Grundriss. Der Eingang befindet sich an der östlichen Seite der Anlage. Ihre Mauern umschließen die Ruinen von Bergfried und Palas.
Der Bergfried erhob sich über einem Quadrat von 11 m Kantenlänge über 3 m dicken Mauern. Der Turmeingang war nur mittels einer Leiter erreichbar und befindet sich im ersten Obergeschoss. Die Ausführung des Bergfrieds ähnelt der der ersten Bauphase des Roten Turms in Wimpfen (2. Hälfte des 12. Jahrhunderts).
Der Palas der Mittelburg im Norden ist durch eine Mauer in zwei Hälften geteilt. Zwei rundbogige Eingänge führen ins Innere. Fenster sind im Untergeschoss nicht vorhanden. Im Obergeschoss durchbrechen drei romanische Arkadenfenster die Außenmauern. Die Basen ihrer Säulen weisen in ihrer Gestaltung eine signifikante Ähnlichkeit zu denen des Palas der Königspfalz Wimpfen auf.

### Hinterburg
Von der Hinterburg sind nur noch spärliche Ruinen vorhanden, die die ehemalige Anlage erahnen lassen: die Mauern des rechteckigen Grundrisses mit dem Bergfried im Süden, dem Palas im Norden, dem Zwinger im Westen und dem Burgtor im Südosten. Gegen die Mittelburg hin ist die Hinterburg durch einen Halsgraben, gegen den Bergrücken ebenfalls durch einen Halsgraben sowie einen weiteren, vorgelagerten und mit einem Wall versehenen Graben abgesetzt.

## Bilder

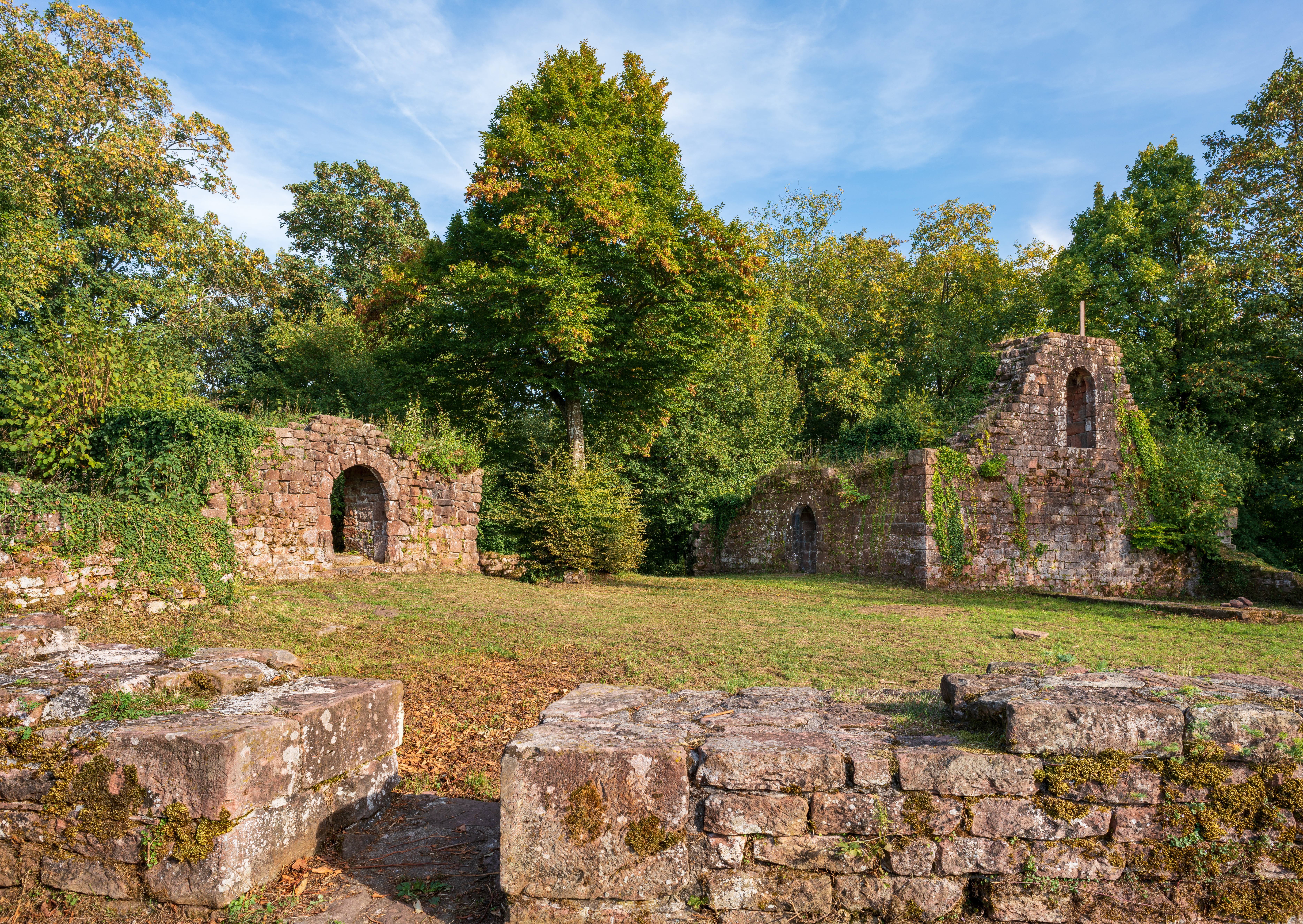
Reste der Vorderburg
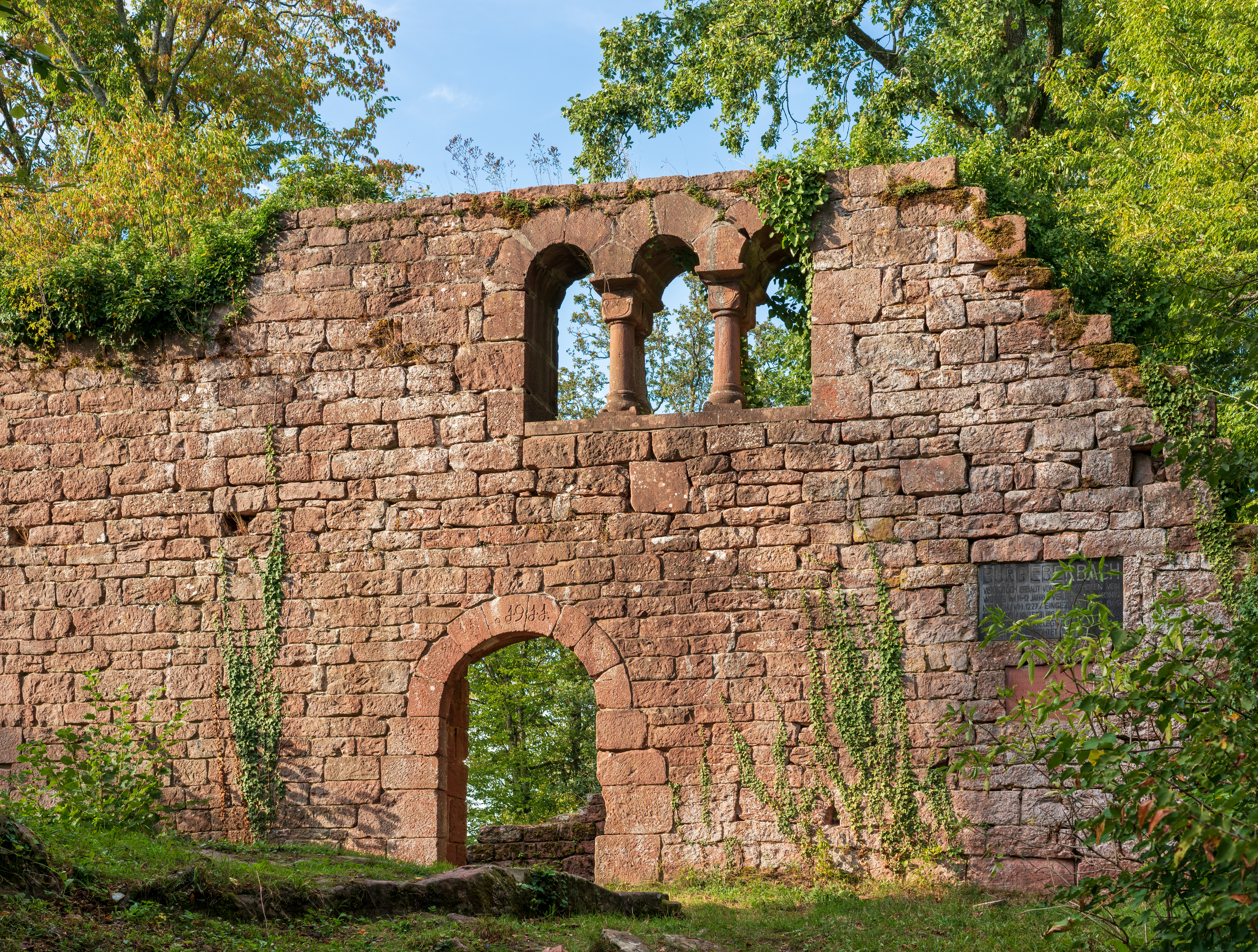
Palas der Mittelburg
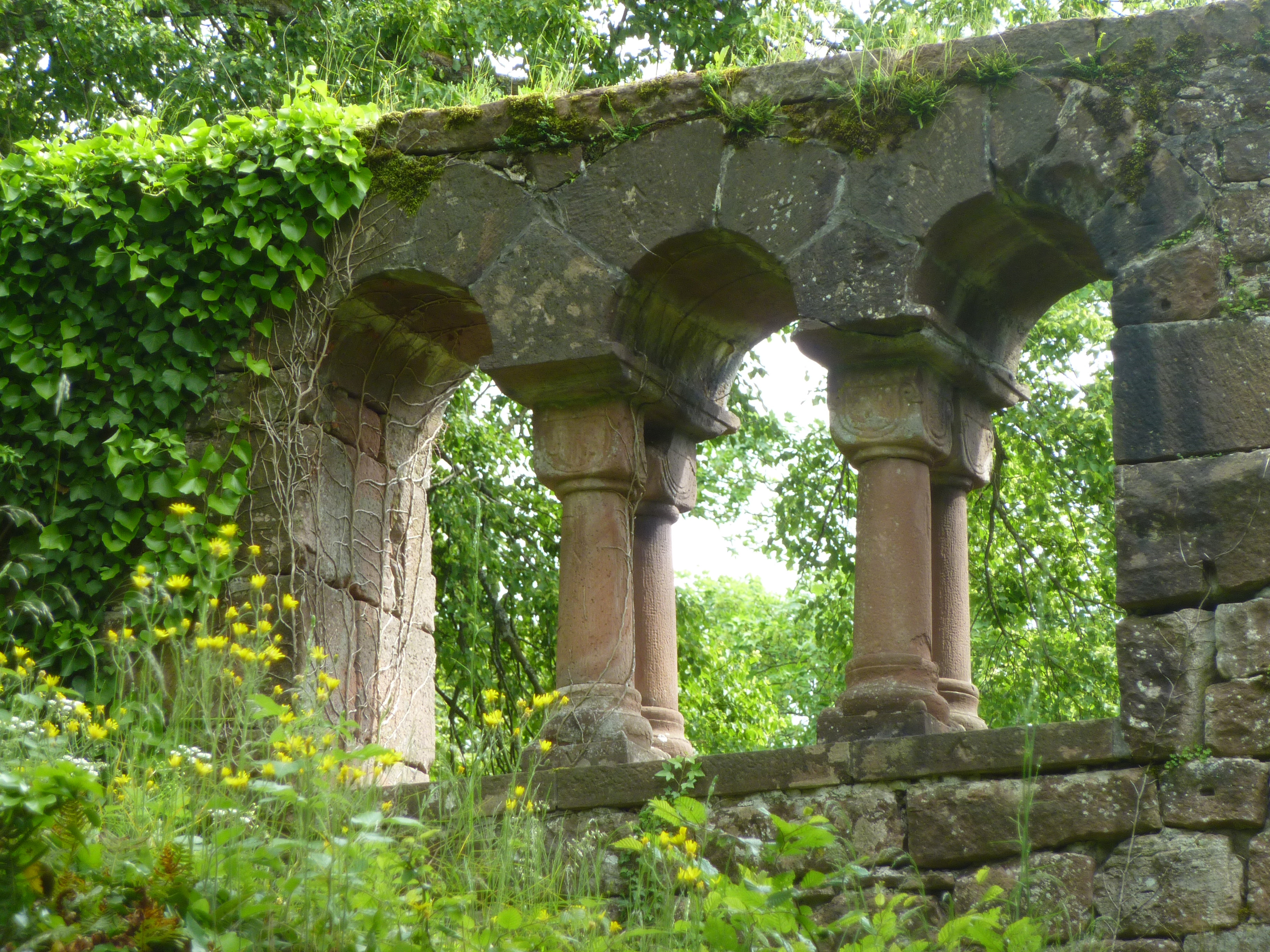
Fensterarkade im Palas der Mittelburg
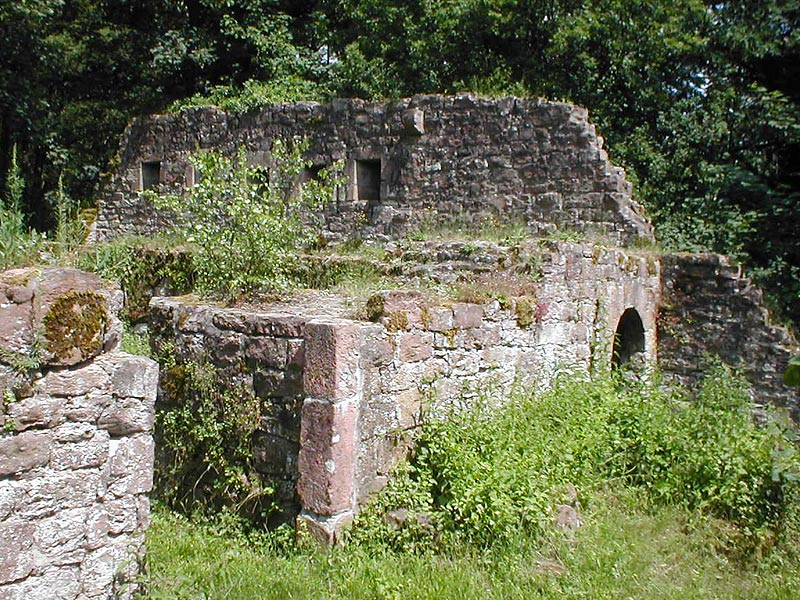
Reste der Hinterburg
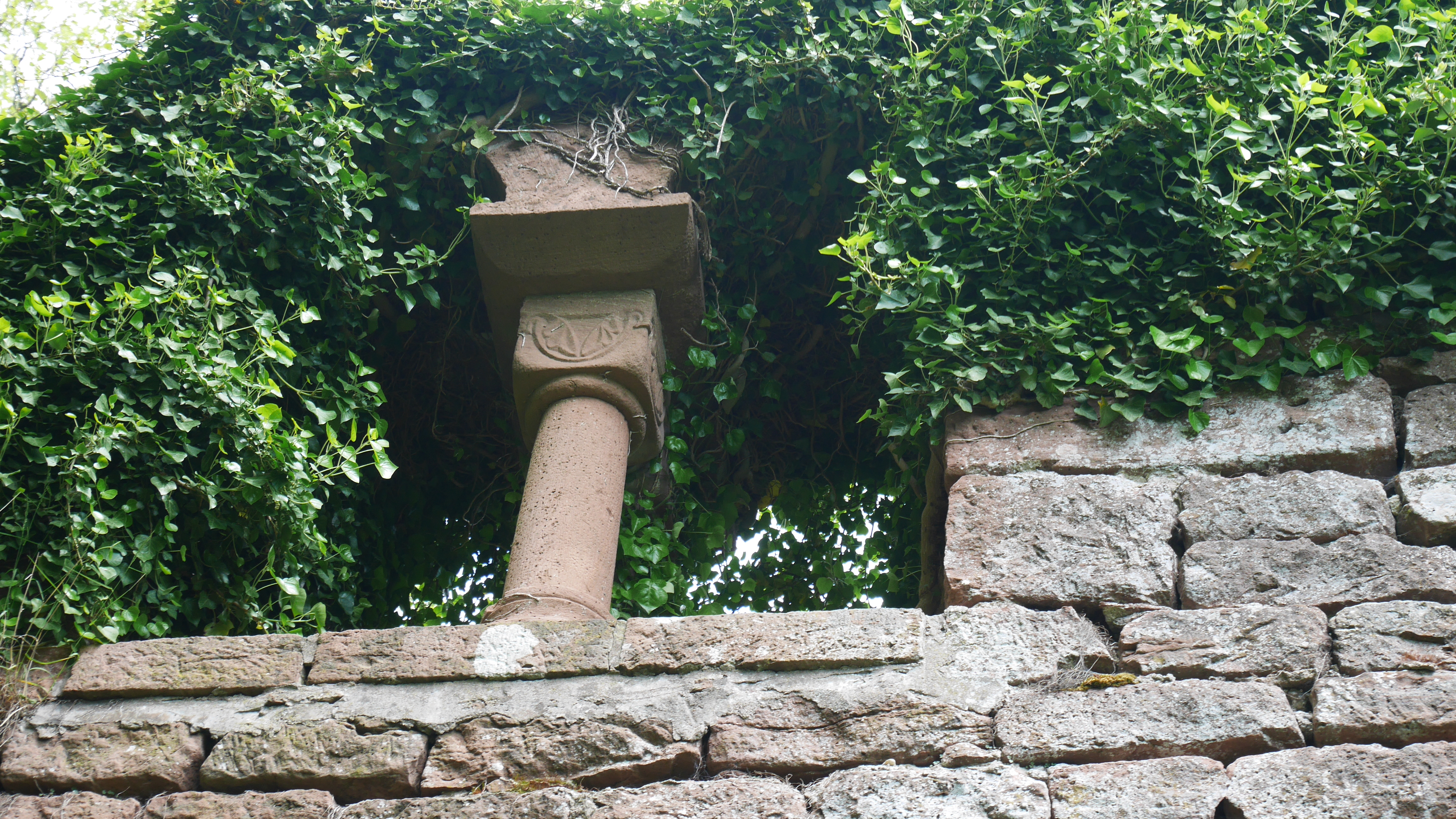
Palas Mittelburg Würfelkapitell

## Sonstiges
Mark Twain beschreibt in seinem Bummel durch Europa (Englisch A tramp abroad) die Burgruine als seltsam, aber spektakulär angekündigt, die der Bootsführer auf dem Neckar mit einer Drachensage verknüpfte.